# サーターアンダギー2 ゆいまーる
『サーターアンダギー2 ゆいまーる』は、サーターアンダギーの2枚目のアルバム。2012年9月12日にポニーキャニオンから発売された。

## 解説
前作『サーターアンダギー』から約1年半ぶりのアルバム。初回盤と通常盤の2形態での発売（CD・DVDの収録内容はともに同じ）。
タイトルの「ゆいまーる」は、山田親太朗の出身である沖縄（琉球）の「助け合い」を意味する言葉で、シングル「YELL （エール）〜輝くためのもの〜」のテーマにもなっていた。ユニットではファン全体を「ゆいまーる組」と表現している。収録曲の中では「サーター数え歌」や「けーりょーさい」などに沖縄音楽の色が強く出ている。
全15曲収録で、既発表曲は島田紳助のプロデュース作品であった「君が辻/夢の扉」の2曲に、「タカラモノ」、「YELL （エール）〜輝くためのもの〜」のシングル表題作4曲。「YELL （エール）〜輝くためのもの〜」と両A面の「ラフラフ体操」は、韓国語バージョンの「Laugh,Laugh」として収録された。前作はシングルのカップリングも全て収録されたが、本作は両A面でないシングル「タカラモノ」カップリングの3曲は収録されていない。
メンバー3人全員のソロ楽曲を収録。山田と松岡卓弥はそれぞれ2作目のソロ楽曲で、さらに山田ははじめて自ら作詞・作曲を担当した。森公平はサーターアンダギー、新選組リアンを通して初のソロ楽曲である。

## 収録曲
1. The Main Event
作詞・作曲・編曲：Yasushi Watanabe
2. SWORD & SOUL
作詞・作曲・編曲：SHOICHIRO HIRATA
3. YELL （エール）〜輝くためのもの〜
作詞・作曲・編曲：山下和彰
  - 7thシングル。テレビ東京系アニメ『FAIRY TAIL』エンディングテーマ。
4. ひまわりの観覧車
作詞・作曲：平義隆、編曲：The LOVE
  - The LOVEのメジャーデビュー曲のカバーで、演奏をThe LOVEのメンバーとサポートメンバーが担当している[3]。
5. タカラモノ
作詞・作曲・編曲：ヒロイズム
  - 6thシングル。
6. Thank you! おおきに! ありがとう! (KOHEI's solo singing)
作詞・作曲：横健介、編曲：畠山智志 / シゲ山本
  - 森公平ソロ楽曲。
7. Dreamer (TAKUYA's solo singing)
作詞・作曲・編曲：KOH
  - 松岡卓弥ソロ楽曲。
8. GirLY LADY
作詞：山下和彰、作曲：山下和彰 / CUBE JUICE、編曲：CUBE JUICE
9. 円満triangle (SHINTARO's solo singing)
作詞・作曲：山田親太朗[4]
  - 山田親太朗ソロ楽曲。
10. Sun Shine Mind
作詞：リョータ / わいお、作曲：リョータ、編曲：わいお
11. 夢の扉
作詞：カシアス島田、作曲：平義隆、編曲：内田敏夫
  - 5thシングル。
12. 君が辻
作詞：カシアス島田、作曲：平義隆、編曲：内田敏夫
  - 5thシングル。
13. サーター数え歌
作詞・作曲：TOZY、編曲：あさり57
14. Laugh, Laugh [ラフラフ体操 Korean Mix]
作詞：ホン・ジユ[5]（原作詞：ヒロイズム）、作曲・編曲：ヒロイズム
  - 7thシングル「ラフラフ体操」韓国語バージョン。
15. けーりょーさい
作詞・作曲：飯岡隆志、編曲：飯岡隆志 / 内田敏夫

## DVD
- YELL （エール）〜輝くためのもの〜 MUSIC VIDEO

7thシングルのミュージックビデオ。
- 질주 〜疾走〜 [君が好き Korean Mix] MUSIC VIDEO

6thシングルカップリングのミュージックビデオ。
- サーターアンダギー 韓国進出ドキュメント

2012年5月に韓国の音楽番組『ショー! 音楽中心』に出演した際の密着ドキュメント映像。
- 森公平 韓国留学ドキュメント

2012年7月に森が韓国の語学学校に短期留学した際のドキュメント映像。